# 키하라 루이
키하라 루이(일본어: 木原 瑠生 きはら るい[*], 1998년 9월 15일 ~ )는 일본의 배우 겸 가수이다.

## 출연작

### TV 드라마
- 2020년 ~ 2021년 마진전대 키라메이저 - 이미즈 타메토모 / 키라메이옐로 역

## 영화
- 마진전대 키라메이저 THE MOVIE 비밥 드림 - 이미즈 타메토모 / 키라메이옐로 역
- 마진전대 키라메이저 VS 류소저 - 이미즈 타메토모 / 키라메이옐로 역